# Pikardština
Pikardština je románský jazyk užívaný zejména v nejsevernější části Francie (typicky v Pikardii a Nord-Pas-de-Calais) a v části Henegavska v Belgii.
K roku 1998 měl jazyk asi 750 tisíc mluvčích, z nichž většinu tvořili lidé starší 65 let. UNESCO jej proto označilo jako velmi ohrožený jazyk. V roce 2023 jej však organizace při revizi označila již jen jako zranitelný. Francouzské společenství Belgie jazyk plně uznává jako jeden z regionálních jazyků v zemi, naopak Francie jazyk oficiálně neuznává.